# Peter Eisenman

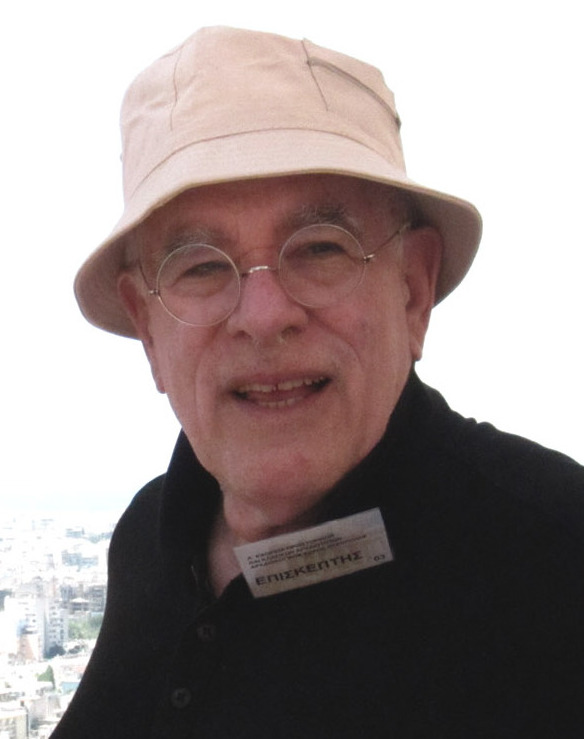
Peter Eisenman (2013)

Peter David Eisenman (* 11. August 1932 in Newark, New Jersey) ist ein US-amerikanischer Architekt, Architekturtheoretiker sowie Hochschullehrer.

## Leben und Werk

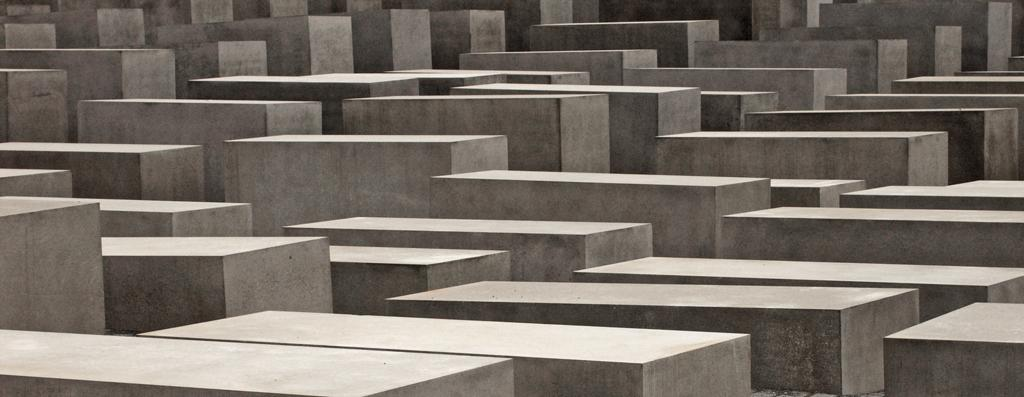
Denkmal für die ermordeten Juden Europas

Peter Eisenman wurde 1932 als Sohn jüdischer Eltern in Newark geboren. Er studierte Architektur an den Universitäten Cornell und Columbia. Nach dem Architekturstudium, das er mit dem Entwurf einer Synagoge abgeschlossen hatte, ging er als Artilleriekommandant nach Korea. 1967 gründete er das Institute for Architecture and Urban Studies und erhielt internationale Preise für seine architektonischen Leistungen. Er ermutigte dabei die afroamerikanische Community im Stadtteil Harlem, sich für die Stadtplanung zu engagieren.
Eisenman gehörte neben Michael Graves, Charles Gwathmey, John Hejduk und Richard Meier zur Architektengruppe New York Five, die sich der Wiederbelebung des Stils von Le Corbusier verschrieben hatte. 1984 nahm Eisenman an der Internationalen Bauausstellung in Berlin teil und baute eine Blockrandschließung am Checkpoint Charlie. Im Jahr 1991 vertrat er die USA auf der 5. Architektur-Biennale in Venedig. Auf der 9. Biennale stellte er seine Entwürfe für Santiago de Compostela vor. Peter Eisenman lehrte an den Universitäten Harvard, Princeton und an der Ohio State University. Zurzeit hat er Lehrstühle an der Universität Yale.
Die Begegnung mit Colin Rowe, die Theorie der generativen Transformationsgrammatik von Noam Chomsky und die Idee der Rekonstruktion von Jacques Derrida prägten seine Architektur.
In Deutschland wurde Peter Eisenman vor allem durch seinen Entwurf für das Denkmal für die ermordeten Juden Europas in Berlin bekannt.

## Bauten (Auswahl)

House VI in Cornwall, Frank residence, 1975

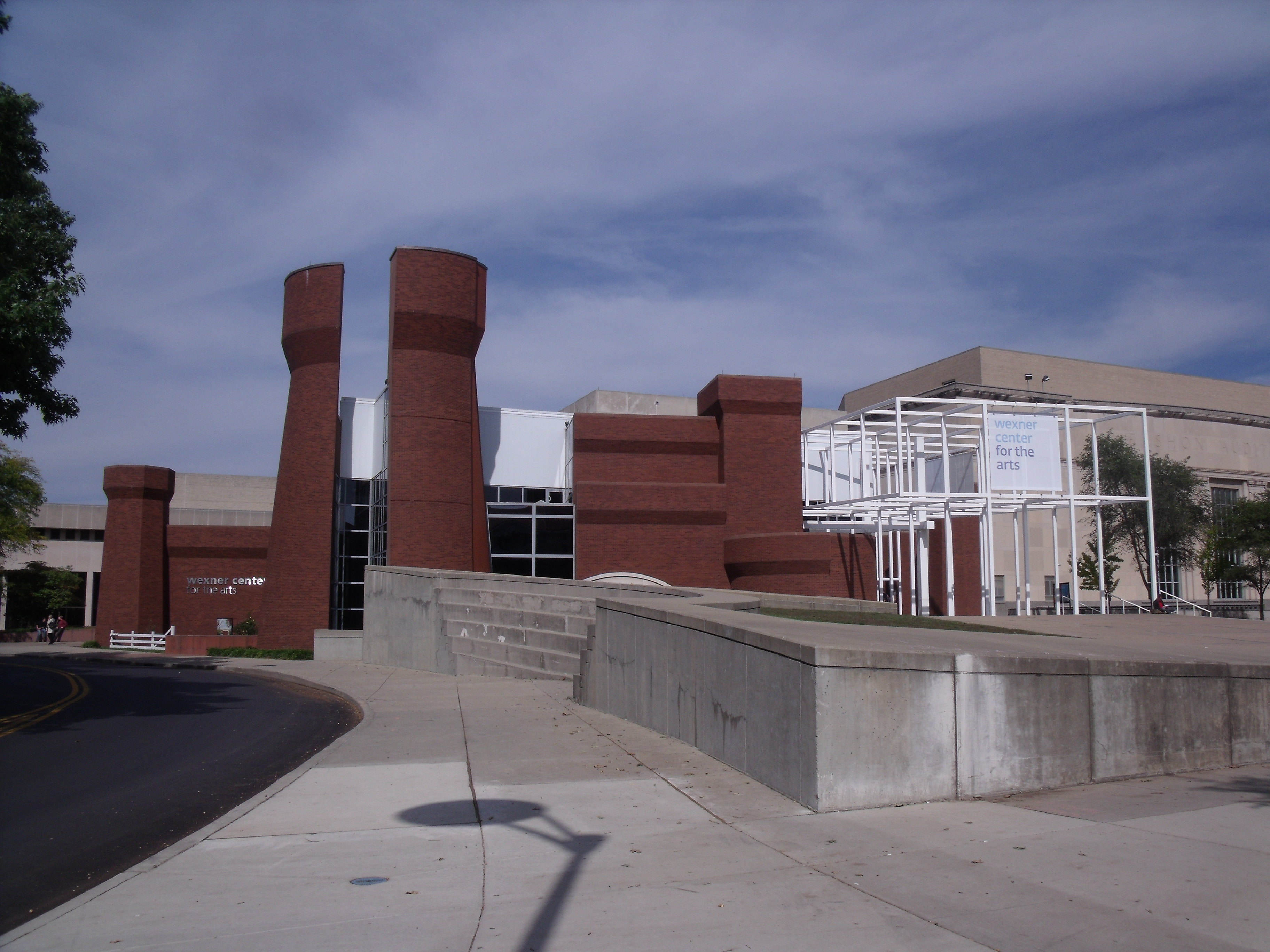
Wexner Center for the Visual Arts in Columbus, 1989

- House II (Falk House) in Hardwick, Vermont, 1969–70
- House III (Miller House) in Lakeville, Connecticut, 1969–71 (abgerissen)
- House VI in Cornwall, Connecticut, 1975[6]
- Haus am Checkpoint Charlie in Berlin, 1985/1986[3]
- Wexner Center for the Arts in Columbus, 1989[7]
- Busunterstand auf dem Friedrich-Wilhelm-Platz in Aachen, 1996[8]
- Ciudad de la Cultura de Galicia in Santiago de Compostela, ab 1999[9]
- Denkmal für die ermordeten Juden Europas in Berlin, 2005[10]
- University of Phoenix Stadium in Glendale, 2006[11]

## Preise / Auszeichnungen (Auswahl)
- 1985: Erster Preis der 3. Architekturbiennale, Venedig
- 1997: Ehrendoktorwürde des Pratt Institute, New York City
- 1997: Ehrenmitgliedschaft im Bund Deutscher Architekten BDA
- 2000: Berufung als Mitglied der American Academy of Arts and Letters, New York City
- 2000: Aufnahme in die American Academy of Arts and Sciences
- 2003: Ehrendoktorwürde der Sapienza Universität, Rom
- 2004: Ehrenlöwe der 9. Architekturbiennale, Venedig

## Ehemalige Mitarbeiter
- Renato Rizzi[12]

## Ausstellungen
- 2005: Peter Eisenman – Barfuß auf weiß glühenden Mauern, 15. Dezember 2004 – 22. Mai 2005 im Museum für angewandte Kunst, MAK Wien

## Publikationen
- The Formal Basis of Modern Architecture. Dissertation 1963. Faksimile, Lars Müller Publishers. 1. Auflage. 2006, ISBN 978-3-03778-071-8, (englisch).
- Holocaust Mahnmal Berlin. Lars Müller Publishers, Zürich 2005, ISBN 978-3-03778-059-6.
- The Architecture of the Disaster. Passagen Verlag, Wien 2009, ISBN 978-3-85165-599-5.
- Ins Leere geschrieben. Schriften & Interviews 2. 1. Auflage. Passagen Verlag, Wien 2005, ISBN 978-3-85165-675-6.
- Barfuß auf weiß glühenden Mauern. Hrsg. von Peter Noever. Hatje Cantz, Stuttgart 2005, ISBN 3-7757-1561-4.
- Aura und Exzeß. Zur Überwindung der Metaphysik der Architektur. Hrsg. von Ullrich Schwarz. Passagen Verlag, Wien 1995, ISBN 3-85165-165-0.
- Houses of Cards. New York / Oxford 1987.